# Бухтарма
Бухтарма́ (Буктырма, Буктарма; каз. Бұқтырма өзені) — река в Восточно-Казахстанской области, правый приток Иртыша (впадает в Бухтарминское водохранилище). В ряде источников, например в «РБСП», упоминается как Бухтурма.
Длина реки — 336 км, площадь бассейна — 12 660 км² (по другим данным длина реки — 405 км, площадь бассейна — 15 500 км²). Исток в ледниках хребта Южный Алтай. По водоразделу проходит граница с Республикой Алтай в составе России. В верховьях Бухтарма — горная река, текущая в узкой долине, в низовьях характер течения более спокойный. Питание смешанное. Половодье — весной и летом. Замерзает со второй половины ноября до апреля. Толщина льда достигает 50—80 см. Вода мягкая, пресная (100—250 мг/л). Используется для лесосплава. Средний расход воды — 214 м³/с.
В бассейне Бухтармы расположен город Алтай.

## Исследования
Впервые долина реки была изучена комиссией под руководством П. Бабкова в 1869 году.

## В народных представлениях
Долины реки — прообраз легендарного «Беловодья», страны с молочными реками (реальный цвет воды в реке) и кисельными берегами. Здесь с начала XVIII века сформировалась этнографическая группа русских — каменщики, то есть, староверы, ушедшие на восток после богослужебной реформы (бухтарминцы).

## Притоки
Притоки Бухтармы от истока к устью:
← Левый приток
→ Правый приток
- → Чиндагатуй
- → Белая Берель
- → Черновая
- ← Согорная (Сарымсак)
- → Кауриха
- → Белая
- ← Собачье
- → Язовая
- → Бобровка
- ← Ячмёнка
- → Черневая
- → Хамир
- → Тургусун

## Погранзона

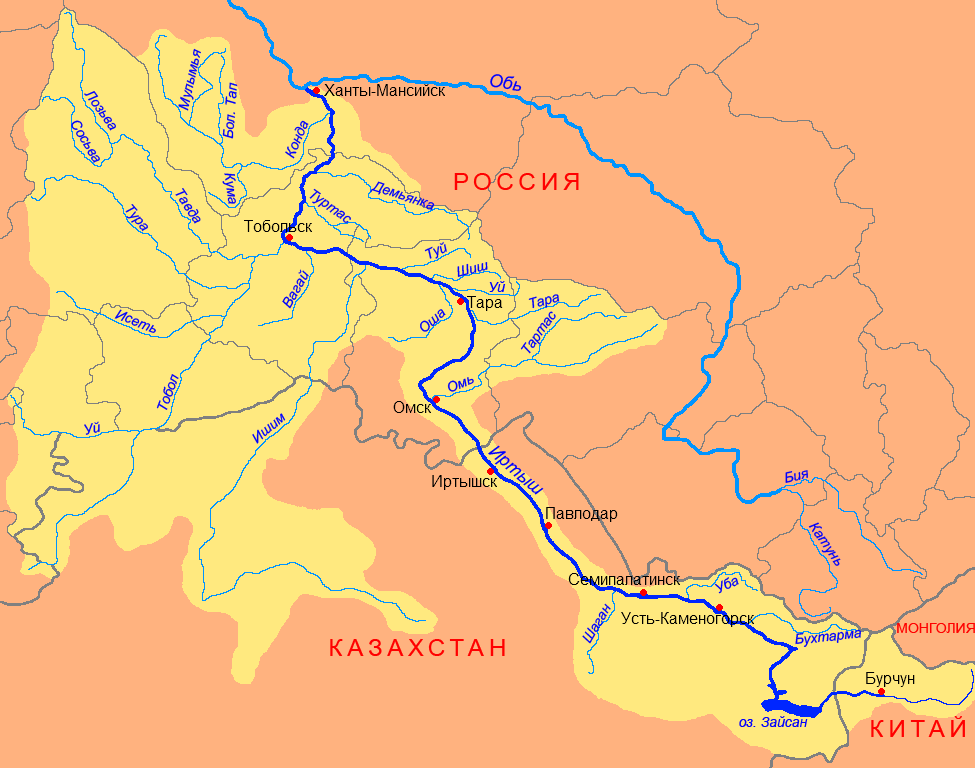
Бассейн Иртыша

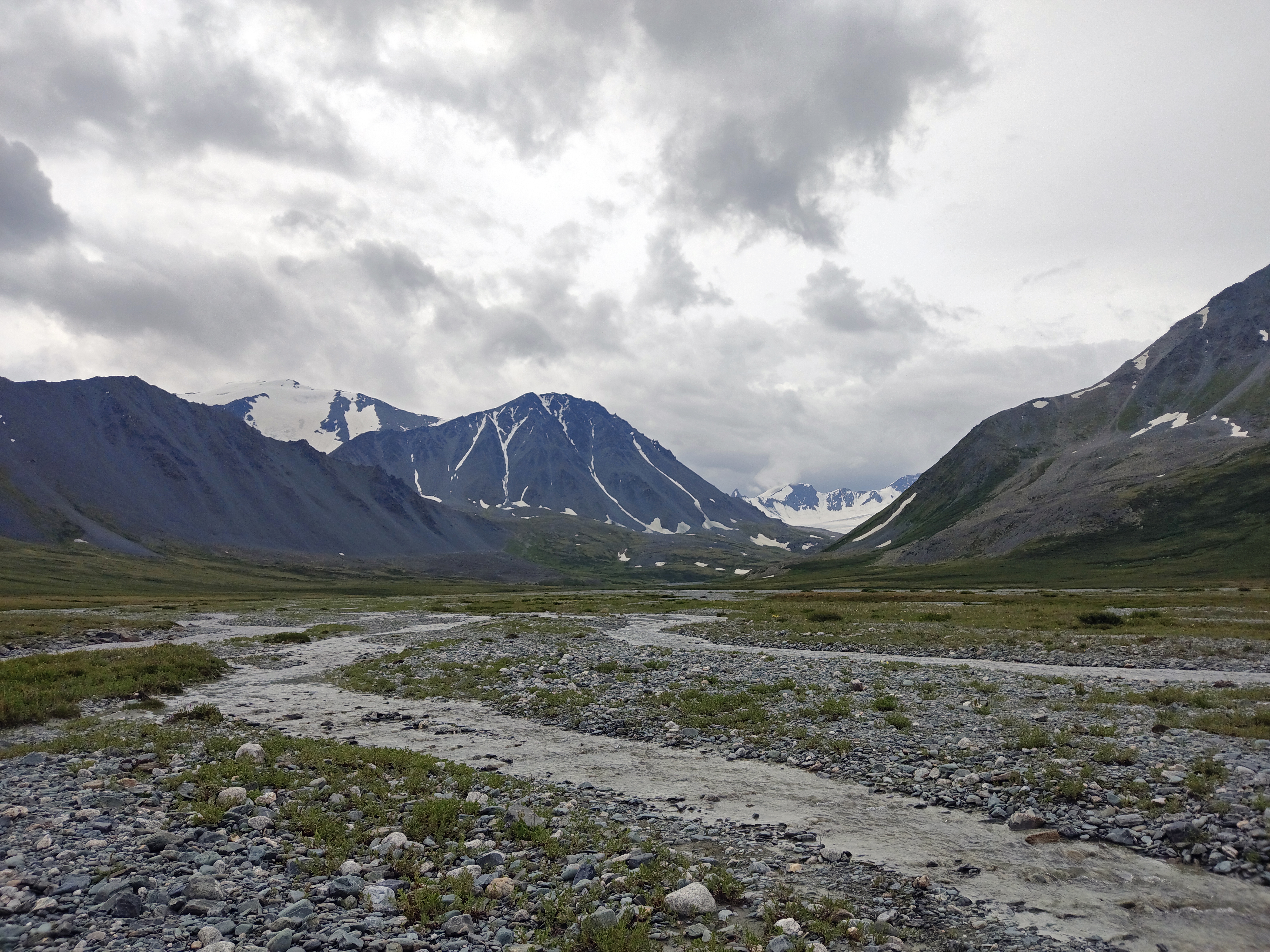
Истоки р. Бухтарма, Укок, Катон-Карагайский ГНПП

В настоящее время переходы из РФ в РК и обратно запрещены, так как нет официально организованных пограничных пунктов — ближайший, где возможен переход границы, расположен в районе города Шемонаиха. Погранпереход близ города Риддер (Лениногорск) планировался к открытию в начале 2000-х годов, но так и не был открыт. Любое пересечение границы пресекается силами погранвойск обеих сторон.
Для посещения верховьев Бухтармы и Берели (также Чёрной и Белой Берели) необходимо заблаговременно оформить разрешение на посещение пограничной полосы с обязательным обоснованием и наличием маршрутного листа, а также оформить пропуск, для нахождения на территории Катон-Карагайского государственного национального природного парка в конторе ККГНПП в селе Катон-Карагай.

## Фауна
К наиболее ценным видам ихтиофауны верхнего и среднего течения Бухтармы относятся Сибирский хариус, Обыкновенный таймень. В нижнем и среднем течении обычны Пескарь сибирский, Лещ, Елец сибирский, Плотва обыкновенная, Сибирская щиповка, Голец сибирский, Щука, Налим, Речной окунь, Сибирский подкаменщик, Пёстроногий подкаменщик и др.
Из числа млекопитающих, неразрывно связанных с речной системой, отмечаются ондатра, американская норка и речная выдра. Также в бассейне Бухтармы встречается обыкновенный бобр.

## Топографические карты

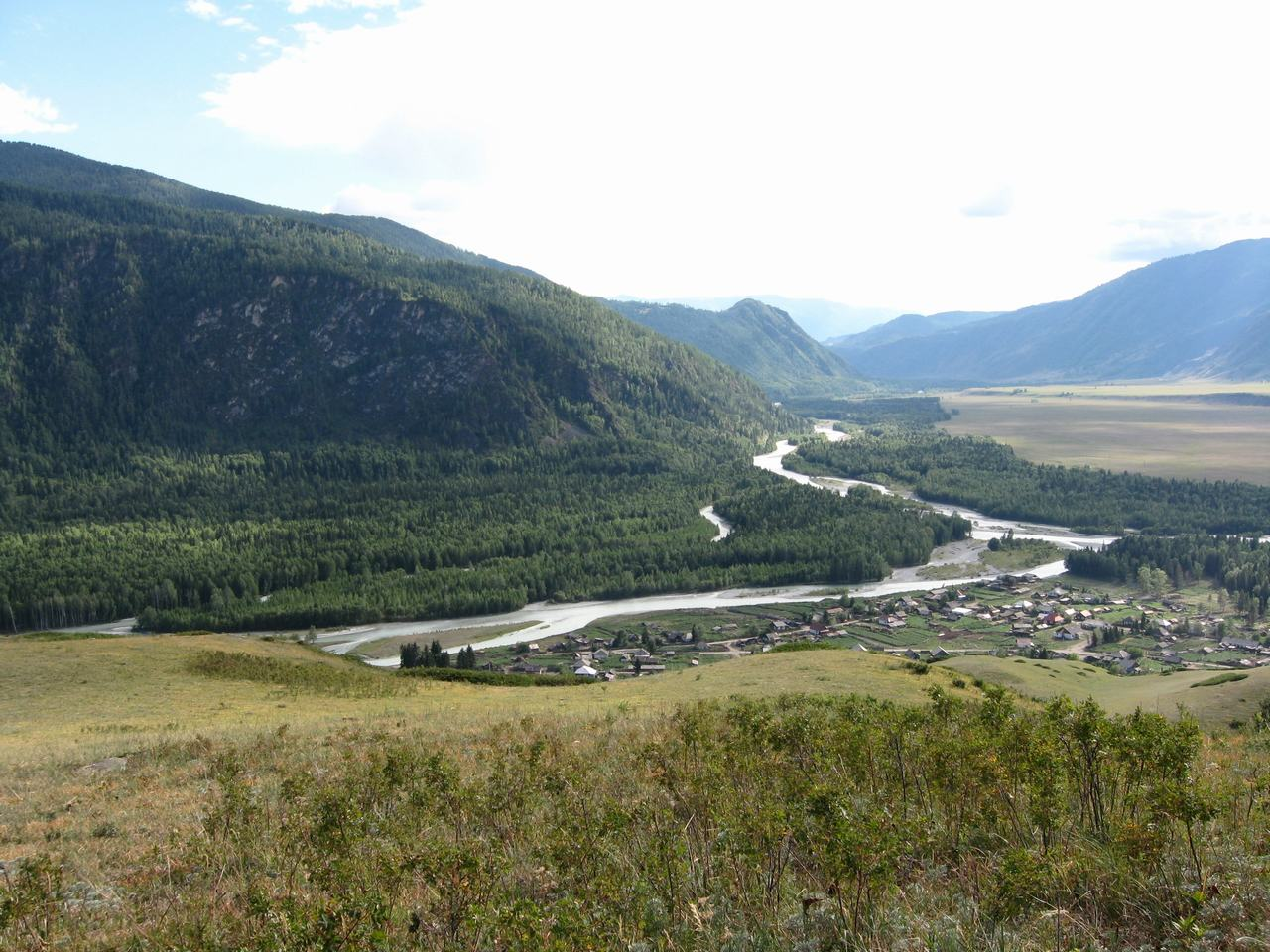
Слияние рек Бухтарма и Берель — panoramio.

- Лист карты M-45-XIX Зыряновск. Масштаб: 1 : 200 000. Указать дату выпуска/состояния местности.